# DSN Corporation
A DSN Corporation é uma joint venture estabelecida pela SKY Perfect JSAT Corporation, NEC Corporation e NTT Communications Corporation, que é responsável por construir e operar satélites de comunicações em banda X para o Ministério da Defesa do Japão.

## Objetivo
A DSN Corporation foi fundada para conduzir um programa para atualizar e operar o próximo sistema de comunicações por satélite em banda X japonês. Com base no contrato, a DSN vai fabricar e lançar dois satélites de comunicação e melhorar as instalações terrestres, incluindo equipamento de controle para satélite. A DSN irá operar, manter e gerir as instalações e equipamentos de FY2015 e FY2030.

## Características
O operador da empresa principal será a DSN, e os papéis serão atribuídos da seguinte maneira para cada empresa sob a égide da DSN:
- SKY Perfect JSAT: Operação, administração geral, etc, dos satélites para este Programa.[1]
- NEC: Produção dos satélites para este programa, modernização das instalações terrestres (excl. edifício da estação), etc.[1]
- NTT Com: Manutenção, gestão, etc, de instalações terrestres (excluindo edifício da estação).[1]
- Maeda Corporation: A atualização, manutenção e gestão de instalações terrestres (apenas edifício da estação).[1]

Os satélites serão construídos pela NEC como um subcontratante da SKY Perfect JSAT. O fornecedor de lançamento será a empresa francesa Arianespace para o primeiro e MHI para o segundo satélite.

## Satélites
| Satélite | Fabricante      | Data do lançamento    | Veículo de lançamento | Estado |
| -------- | --------------- | --------------------- | --------------------- | ------ |
| DSN 1    | NEC Corporation | 5 de abril de 2018    | Ariane-5ECA           | Ativo  |
| DSN 2    | NEC Corporation | 24 de janeiro de 2017 | H-2A-20x              | Ativo  |